# 고스보이클리크
고스보이클리크 (GothBoiClique) (줄여서 GBC)는 로스앤젤레스, 캘리포니아 기반의 미국의 이모 랩 그룹이다.Wicca Phase Springs Eternal, Cold Hart, 그리고 Horse Head에 의해 설립되었다. 이 그룹의 이름은 콜드 하트 (Cold Hart)가 위카 페이즈 스프링스 이터널 (Wicca Phase Springs Eternal)에 보낸 비트에서 유래했다.2016년, GBC는 믹스테잎 Yeah It's True를 발표한다.
총 그륩원 수는 10명이였지만, 현재 2017년 릴 핍의 죽음과 2020년 호스 헤드의 죽음으로 인해 8명이 되었다.

## 역사
GBC는 2012년 설립되었다. 위카 페이즈 스프링스 이터널 (Wicca Phase Springs Eternal, WPSE)와 텀블러(Tumblr)를 통해 서로 협업하고 프로듀싱할 수 있는 뮤지션들의 집단을 형성하고 이모, 트랩, 다크 웨이브, 블랙메탈, 인디 록 장르 간의 연결고리를 이끌어내려는 시도를 했다. 창립 멤버는 위카 페이즈 (Wicca Phase), 콜드 하트 (Cold Hart), 호스 헤드(Horse Head)로 구성되었는데, 이는 WPSE가 이 이름을 읽었을 때 농담으로 트윗한 "RT if you goth boi clique"이다. 그 그룹의 멤버들은 멤버를 계속 모으고 있음에도 불구하고 그 후 2년 동안 거의 독립적으로 계속되었다. 2014년, 멤버들은 서로 직접 만났고, GBC가 시애틀에 기반을 둔 레이더 클랜(Raider Klan)의 분파인 힙합 그룹 스락스하우스 (Thraxxhouse)의 하위 그룹이 된 직후였다. 이후 2014년 릴 트레이시(Lil Tracy, 당시 Yung Bruh)가 스락스하우스에 합류하면서 GBC의 팬이 되었다. 2018년 피치포크와의 인터뷰에서 그는 "매일, 침대, 아침, 모든 곳에서" 입는 중고 GBC 셔츠를 소유하고 있으며, "거의 스탠 레벨(stan level)에서 위카 페이즈(Wicca Phase)를 올려다보았다"고 말했다.그는 곧 호스 헤드에게 WPSE에 가입할 수 있는지 물어보라고 요청했고, "글쎄, 그는 셔츠를 잘 입는다!"라고 말했다.
2015년, 스락스하우스(Thraxxhouse)는 해체되었지만 GBC는 계속 독립적으로 운영되었다. 2016년 9월 25일, 릴 핍은 "Hellboy " 발매 직후 공식적으로 그룹에 합류했다고 발표했다.2016년 6월 25일 데뷔 믹스테이프 "Yeah it's True"를 발매했다. 2017년 11월 15일, 릴 핍은 애리조나주 투싼에서 열린 공연에서 매니저가 그를 확인하러 갔다가 투어 버스에서 숨진 채 발견되었다. 2018년, WPSE와 GBC 계열사인 릴 주빈 (Lil Zubin), 존 시몬스 (Jon Simmons), 네다브 (Nedarb), 판타지 캠프 (Fantasy Camp), 폭스웨딩 (Foxwedding)은 GBC의 서브 그룹인 미서리 클럽(Misery Club)을 결성했다. 2019년 6월, GBC는 유럽 투어 매진 소식을 헤드라인으로 장식했다. 2019년 6월 28일, 그들은 북미 헤드라인 투어를 떠나기 전에 싱글 티라미수를 발매했다.2020년, 호스 헤드(Horse Head)는 GBC에서 탈퇴했다.

## 멤버

### 현재 구성원
- Cold Hart (프로듀싱할 때 쓰는 닉네임은 Jayyeah)[3] - 보컬, 프로듀싱
- Døves[3] - 보컬, 프로듀싱
- Fish Narc[3] - 프로듀싱, 악기, 보컬
- JPDreamthug[3] - 보컬
- Lil Tracy[3] - 보컬, 프로듀싱
- Mackned[3] - 보컬, 프로듀싱
- Wicca Phase Springs Eternal[3] - 보컬, 프로듀싱
- Yawns[3] - 악기, 프로듀싱

### 과거 멤버
- 릴 핍 (2017년 사망) - 보컬
- 호스 헤드 (Horse Head) - 보컬, 프로듀싱, 악기

## 디스코그래피

### 믹스테잎
- Yeah It's True (2016)[1]

### 싱글
- "Tiramisu" (2019)[1]
- "right here" from Lil Peep (2021)[1]